# 冀北鸟属
冀北鸟（学名：Jibeinia）是反鸟类的一个属。仅有一个种被命名，称作滦河冀北鸟（Jibeinia luanhera）。正模标本发现于中国河北省，该化石现已遗失，但在1997年被侯连海详细描述过。
1993年夏，一位当地农民将正模标本交予河北省地质厅的工程师李派。李派与侯连海、周忠和一起调查了标本发现地，即河北省丰宁县娈吉图乡土窑村的一座采石场，并认为该化石是从义县组收集的。但后续研究显示其实际出自年代近似的花吉营组地层。
滦河冀北鸟是根据一件几乎完整的化石所描述。该化石貌似从未被赋予编号，也未被博物馆收藏过。

## 可能的异名
细弱鸟于2004年被首次描述，当时作者指出其体型与冀北鸟近乎一致，且与后者收集于同一地点。作者注意到两者形态存在相似之处，但在某些特征上亦差异明显，并试图比较两者的标本，但2001年的时候从侯连海博士那里得知冀北鸟正模标本业已遗失，现存石膏模型则质量太差而无法比较。故得出结论：除非冀北鸟正模被重新发现，否则无法确认二者是否为同一物种。

## 词源
属名取自九州之一的冀州，种名则取自化石发现地附近的滦河。